# Chaise

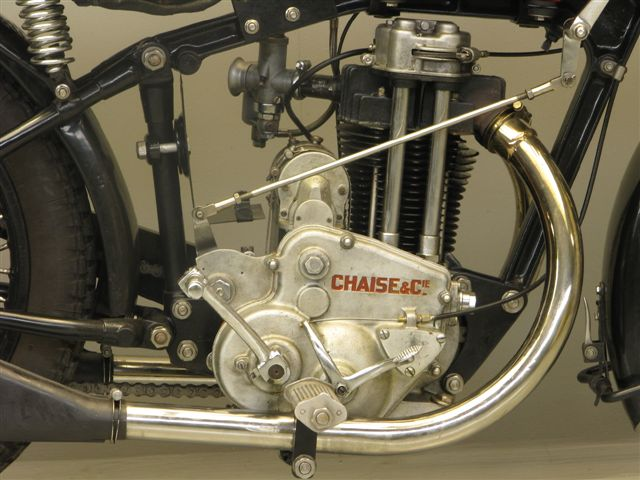
Chaise 500 cc kopklep-inbouwmotor in een Dollar uit 1930

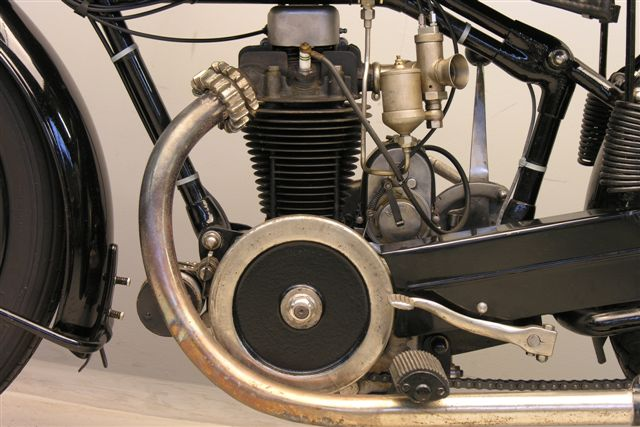
Chaise 350 cc kopklep-inbouwmotor in een Soyer uit 1930

Chaise is een Frans historisch merk van inbouwmotoren.
De bedrijfsnaam was: Les etablissements Chaise & Cie. Het bedrijf was gevestigd op nummers 36, 38 en 53 aan de Rue Auguste Lançon in Parijs.
Maurice Chaise werkte van 1907 tot 1921 bij Rhône (het latere Gnome et Rhône).
In 1927 bouwde hij een V-vier met een zeer kleine blokhoek en een gezamenlijke cilinderkop, die eigenlijk was bedoeld om de Majestic aan te drijven, maar die uiteindelijk in 500- en 750cc-versies als inbouwmotor werd aangeboden en o.a. toegepast werd door Dollar.
Chaise produceerde daarna een groot scala aan inbouwmotoren, voor eencilinders met kopkleppen van 250- tot 500 cc. In 1931 verscheen een viercilinderlijnmotor, die echter niet meer in productie ging. De productie van de Chaise-inbouwmotoren eindigde bij het uitbreken van de Tweede Wereldoorlog.
Chaise-inbouwmotoren werden toegepast door Atlantic, Automoto, BAF, Baudo, BCR, Chianale, CMM, CP-Roleo, Dilecta, Dollar, Dresch, Durandal, Génial-Lucifer, Gerald, Le Grimpeur, Helyett, Itala, Lafour & Nougier, Lucifer, Majestic, MGC, La Mondiale, New Map, New Motorcycle, Prester, Rhony'x, Soyer en Suzy.